# 露西·斯普尔斯
露西·斯普尔斯（英語：Lucy Spoors，1990年12月24日—），新西兰女子赛艇运动员。她曾代表新西兰参加2020年夏季奥林匹克运动会赛艇比赛，获得女子八人单桨有舵手银牌。